# Maurycy Uczony
Maurycy Uczony, niem. Moritz der Gelehrte (ur. 25 maja 1572 r. w Kassel, zm. 15 marca 1632 r. w Eschwege) – landgraf Hesji-Kassel od 1592 do 1627 r.

## Życiorys
Wilhelm był jedynym synem landgrafa Hesji-Kassel Wilhelma IV Mądrego i Sabiny, córki księcia Wirtembergii Krzysztofa. Był gruntownie wykształcony (zarówno w zakresie polityki i prawa, jak i astronomii, matematyki, nauk przyrodniczych); w młodym wieku zdał egzaminy końcowe fakultetu teologicznego i filozoficznego na uniwersytecie w Marburgu. Opanował liczne języki, bardzo cenił sztuki piękne, teatr, muzykę i poezję, sam też wykazywał się talentami w tym zakresie (stąd jego własne poetyckie próby w różnych językach, tłumaczenia, dramaty, a także kompozycje muzyczne).
W 1592 r. odziedziczył po ojcu tron księstwa Hesji-Kassel. Nie szczędził środków w celu zapewnienia wspaniałości swemu dworowi i wspierania artystów. Zapraszał do Kassel angielskie trupy teatralne, a w 1606 wzniósł w swej siedzibie nawet teatr nazwany Ottoneum (pierwszy stały teatr w Niemczech). Ściągał włoskich śpiewaków i instrumentalistów (działał na jego dworze także Heinrich Schütz). W 1598 r. Maurycy założył w Kassel szkołę dla dzieci heskiej szlachty, Collegium Mauritianum, w celu przygotowania ich do służby państwowej, i sam stworzył podstawę programową i był autorem części podręczników. Założył pierwszą drukarnię w Kassel. Dwór Maurycego stał się też ośrodkiem alchemii. Książę pozostawał w kontaktach z najwybitniejszymi naukowcami swoich czasów, m.in. Tychonem Brahe, Willebrordem Snelliusem i Johnem Dee.
Wydatki związane z mecenatem artystycznym, organizowaniem bardzo licznych imprez na dworze i podróży, wznoszeniem budowli spowodowały poważne nadszarpnięcie stanu finansów małego księstwa. Czynione przez Maurycego próby zwiększenia dochodów nie dały sukcesu. Maurycy podjął kilka nieudanych prób zbrojnego poszerzenia terytorium księstwa (pierwsza porażka skłoniła go do reformy wojska heskiego polegającej na zastąpieniu najemników rodzajem pospolitego ruszenia; zmiana ta jednak nie sprawdziła się w praktyce) – były to jednak zmagania na niewielką skalę. W 1604 r., po śmierci stryja Ludwika IV, landgrafa Hesji-Marburg, który nie pozostawił męskiego potomka, Maurycy wystąpił o dziedziczenie tej dzielnicy Hesji. Jednak i tu poniósł porażkę w zmaganiach z kuzynem, Ludwikiem V Wiernym z Hesji-Darmstadt, m.in. z powodu swoich tendencji do kalwinizmu wobec panującego w Hesji luteranizmu. Były one widoczne od 1603 r., gdy poślubił Julianę z Nassau-Siegen, która znacząco wzmocniła stronnictwo kalwińskie; odtąd stopniowo wprowadzał w księstwie reformy w duchu tego wyzwania (m.in. ogłoszone przezeń w 1605 r. Verbesserungspunkte). Budziło to niezadowolenie szlachty, w większości opowiadającej się po stronie luteranizmu. Innym powodem niezadowolenia było faworyzowanie przez władcę cudzoziemców.
W 1623 r. zapadł ostateczny wyrok w sprawie sporu o dziedzictwo w Marburgu, zgodnie z którym całe dziedzictwo po zmarłym Ludwiku IV zostało przyznane darmstadzkiej linii dynastii heskiej. Jesienią tego samego roku w Hesji rozłożyły się z kwaterunkiem wojska Johanna von Tilly'ego. Nie tylko szlachta, ale nawet doradcy i małżonka księcia obrócili się wówczas przeciwko Maurycemu, zarzucając mu doprowadzenie państwa do ruiny i pozostawianie go swemu losowi (ówczesne wyjazdy Maurycego nosiły znamię eskapizmu). Pod nieobecność Maurycego podjęto rokowania z Tillym, aby przekonać go do opuszczenia Hesji lub przynajmniej zmniejszenia kosztów jego stacjonowania, co Maurycy uznał za zdradę. Jednak pod naciskiem szlachty, rady i małżonki landgraf został zmuszony do abdykacji na rzecz swego syna Wilhelma 17 marca 1627 r. Julianie oddano czwartą część księstwa, aby zapewnić odpowiedni dochód jej i jej licznym dzieciom.
Ostatnie lata Maurycy spędził oddając się podróżom i badaniom naukowym, głównie w zakresie alchemii. Spierał się nieustannie z żoną o pieniądze i wychowanie dzieci. Próbował też wtrącać się w sprawy państwowe, przed czym opierał się jego syn. W 1630 r. Maurycy osiadł w Eschwege, gdzie wkrótce zmarł, pogodziwszy się z rodziną na łożu śmierci. Widocznym znakiem tej zgody było wydane w 1635 r., a potem poszerzone w 1638 r. panegiryczne wspomnienie Maurycego.
W historii literatury Maurycy jest uważany za ważnego badacza i zarazem promotora teatru. Jego kompozycje muzyczne są wykonywane do dziś. W historiografii budził sprzeczne uczucia. W XIX w. podkreślano raczej pozytywne strony panowania Maurycego i jego dobre chęci, wskazując jako źródła niepowodzeń głównie zawodność sojuszników i egoizm heskiej szlachty. W późniejszych badaniach z kolei podkreślano brak umiejętności politycznych Maurycego i militarnych oraz jego wielką arogancję i oceniano okres jego rządów jako moment największego upadku Hesji.

## Rodzina
W 1593 r. Maurycy poślubił Agnieszkę, córkę hrabiego Solms-Laubach Jana Jerzego. Z małżeństwa tego pochodziło sześcioro dzieci:
- Otto (1594–1617),
- Elżbieta (1596–1625), żona Jana Albrechta II, księcia Meklemburgii-Güstrow,
- nn (1597–1597),
- nn (1599–1599),
- Maurycy (1600–1612),
- Wilhelm V Stały (1602–1637), następca ojca jako landgraf Hesji-Kassel.

Agnieszka zmarła w 1602 r. W kolejnym roku Maurycy ożenił się po raz z drugi – z Julianą, córką hrabiego Nassau-Siegen Jana VII. Maurycy i Juliana doczekali się czternaściorga potomstwa:
- Filip (1604–1626), zginął w bitwie pod Lutter,
- Agnieszka, (1606–1650), żona Jana Kazimierza, księcia Anhaltu-Dessau,
- Herman (1607–1658), landgraf Hesji-Rotenburg,
- Juliana (1608–1628),
- Sabina (1610–1620),
- Magdalena (1611–1671), żona Eryka Adolfa, hrabiego Salm-Reifferscheidt-Bedburg,
- Maurycy (1614–1633),
- Zofia (1615–1670), żona Filipa, hrabiego Lippe-Alverdissen und Schaumburg,
- Fryderyk (1617–1655), landgraf Hesji-Eschwege-Wanfried, uczestnik potopu szwedzkiego podczas którego poległ,
- Christian (1622–1640),
- Ernest (1623–1693), landgraf Hesji Rheinfels-Rotenburg,
- Krystyna (1625–1626),
- Filip (1626–1629),
- Elżbieta (1628–1633).

Juliana przeżyła Maurycego i zmarła w 1643 r.